# Ліпно (Великопольське воєводство)
Ліпно (пол. Lipno) — село в Польщі, у гміні Ліпно Лещинського повіту Великопольського воєводства.
Населення — 1416 осіб (2011).
У 1975-1998 роках село належало до Лешненського воєводства.

## Демографія
Демографічна структура станом на 31 березня 2011 року:
|          | Загалом | Допрацездатний вік | Працездатний вік | Постпрацездатний вік |
| -------- | ------- | ------------------ | ---------------- | -------------------- |
| Чоловіки | 719     | 186                | 491              | 42                   |
| Жінки    | 697     | 174                | 437              | 86                   |
| Разом    | 1416    | 360                | 928              | 128                  |